# Pont-l'Évêque (ost)
Pont-l'Évêque är en fransk ost av vitmögeltyp från Normandie. Den tar sitt namn från byn där den tillverkas. Pont-l'Évêque är mycket populär i Frankrike. Mogen har den en tämligen stark lukt, men smaken är snarare raffinerad. Det är en av de äldsta kända ostsorterna och dokument från 1100-talet talar om osten, som då kallades "angelot". Den är känd under sitt nuvarande namn sedan 1600-talet.
Det går åt tre liter mjölk för att tillverka en ost på 350-400 g. Bara 16% av de ostar som tillverkas görs på opastöriserad mjölk och 92% tillverkas industriellt.